# Pablo Ansaldo
Pablo Mario Ansaldo Villacís (Guayaquil, 2 de marzo de 1935-Ibídem, 31 de octubre de 2016) fue un futbolista ecuatoriano que jugaba de arquero; uno de los mejores arqueros ecuatorianos. Fue el primer guardameta en atajar un penal en Campeonatos Ecuatorianos en 1960, se retiró en 1967 jugando y dirigiendo en el Manta Sport

## Trayectoria
Fue seleccionado para disputar Copas Américas y eliminatorias mundialistas.

## Selección nacional
Fue internacional con la Selección de fútbol de Ecuador en 23 ocasiones.
En un partido de Eliminatoria jugándose el pase al Mundial de Inglaterra 1966 fue lesionado por un chileno perforándole el pulmón el cual después se lo extirparon.

### Participaciones internacionales
- Copa América 1963.
- Eliminatorias al Mundial Inglaterra 1966.

## Clubes
| Club           | País    | Año         |
| -------------- | ------- | ----------- |
| Barcelona S.C. | Ecuador | 1954 - 1966 |
| Manta Sport    | Ecuador | 1966 - 1967 |

## Palmarés

### Campeonatos nacionales
| Título                 | Club      | País    | Año  |
| ---------------------- | --------- | ------- | ---- |
| Campeonato ecuatoriano | Barcelona | Ecuador | 1960 |
| Campeonato ecuatoriano | Barcelona | Ecuador | 1963 |
| Campeonato ecuatoriano | Barcelona | Ecuador | 1966 |

### Campeonatos nacionales como técnico
| Título                 | Club      | País    | Año  |
| ---------------------- | --------- | ------- | ---- |
| Campeonato Ecuatoriano | Barcelona | Ecuador | 1966 |
| Campeonato Ecuatoriano | Barcelona | Ecuador | 1985 |